# Кравец, Пётр Акимович
Пётр Аки́мович Краве́ц (1913—1968) — гвардии лейтенант Советской Армии, участник Великой Отечественной войны, Герой Советского Союза (1943).

## Биография
Пётр Кравец родился 25 декабря 1913 года на хуторе Криуха (ныне — Житомирский район Житомирской области Украины). После окончания восьми классов школы в Ленинграде работал слесарем в Военной электротехнической академии. В 1935 году Кравец был призван на службу в Рабоче-крестьянскую Красную Армию. Окончил школу младших командиров. С июня 1941 года — на фронтах Великой Отечественной войны. Принимал участие в боях на Ленинградском, Воронежском, Западном, Юго-Западном, Степном и 2-м Украинском фронтах, четыре раза был ранен. К сентябрю 1943 года гвардии старший сержант Пётр Кравец командовал орудием 98-го гвардейского артиллерийского полка 48-й гвардейской стрелковой дивизии 57-й армии Степного фронта. Отличился во время битвы за Днепр.
3 октября 1943 года Кравец, находясь в составе штурмовой группы, переправился через Днепр к северу от Днепропетровска и принял активное участие в боях за захват и удержание плацдарма. 6 октября 1943 года расчёт Кравца во время отражения ожесточённой немецкой контратаки уничтожил 4 танка, 2 штурмовых орудия, 2 пулемёта противника. Всего же за время боёв на плацдарме артиллеристы уничтожили 7 танков, 3 самоходных артиллерийских установки и несколько пулемётов и артиллерийских орудий.
Указом Президиума Верховного Совета СССР от 20 декабря 1943 года за «мужество и героизм, проявленные в боях при форсировании Днепра» гвардии старший сержант Пётр Кравец был удостоен высокого звания Героя Советского Союза с вручением ордена Ленина и медали «Золотая Звезда» за номером 2225.
В 1945 году Кравец окончил Ленинградское артиллерийское училище. В декабре 1947 года в звании лейтенанта он был уволен в запас. Проживал в Горьком. Умер 28 апреля 1968 года, похоронен на нижегородском кладбище «Марьина Роща».

## Награды
Был также награждён орденами Красного Знамени и Отечественной войны 1-й степени, тремя орденами Красной Звезды, рядом медалей.